# Jenning de Boo
Jenning de Boo (Groningen, 22 januari 2004) is een Nederlands langebaanschaatser, gespecialiseerd in de sprintafstanden. De Boo werd tijdens het NK 2024 en NK 2025 Nederlands kampioen op de 500 en 1.000 meter, ook won hij in 2025 zowel het nationaal als Europees kampioenschap sprint. Op het WK 2025 behaalde De Boo zijn eerste wereldtitel op 500 meter.
De Boo beschikt over het huidige nationaal record op de 500 en 1.000 meter en is de eerste Nederlander ooit die een 500 meter onder de 34 seconden reed.

## Loopbaan
De Boo begon zijn carrière als shorttrackschaatser. Zo nam hij in 2020 deel aan de Olympische Jeugdwinterspelen in Lausanne, en werd hij in 2022 juniorenwereldkampioen op de 500 meter in Gdansk. Voor deze laatste prestatie ontving De Boo als 'Talent van het Jaar 2022' de KNSB Aanmoedigingsprijs Shorttrack. De destijds 18-jarige Groninger werd de eerste Nederlandse man ooit met een individuele podiumplek op het shorttrack-WK junioren.
In 2023 stapte De Boo over op het langebaanschaatsen en sloot hij zich aan Team Reggeborgh. Tijdens het NK afstanden in december 2023 behaalde hij de titel op zowel de 500 als de 1.000 meter. Vooral de prestatie op de 1.000 meter was bijzonder; met een openingsronde van 24,4 seconden reed hij de snelste ronde die op een 1.000 ooit in Thialf is gereden. Zijn eindtijd, 1.07,36, is de vier na snelste 1.000 ooit in Thialf. Een week later, op het EK afstanden, haalde De Boo brons op de teamsprint, zilver op de 1.000 meter en werd hij Europees kampioen op de 500 meter in een tijd van 34,48. Op het Wereldkampioenschap sprint van 2024 wist De Boo zilver te behalen, achter Zhongyan Ning en nog voor Laurent Dubreuil.
Op 25 januari 2025 reed De Boo Bij wereldbekerwedstrijden op de Olympic Oval in Calgary met 1.06,05 een nieuw Nederlands record op de 1.000 meter. Een dag later schaatste hij met 33,87 naar het Nederlandse record op de 500 meter. Tijdens het WK 2025 in Hamar behaalde De Boo zijn eerste wereldtitel op de 500 meter, tevens won hij zilver op de 1.000 meter en teamsprint.

## Persoonlijke records
| Afstand    | Tijd    | Datum           | Baan       |
| ---------- | ------- | --------------- | ---------- |
| 500 meter  | 33,87   | 26 januari 2025 | Calgary    |
| 1000 meter | 1.06,05 | 25 januari 2025 | Calgary    |
| 1500 meter | 1.49,13 | 19 oktober 2024 | Heerenveen |

(laatst bijgewerkt: 26 januari 2025)

### Wereldrecords
| Nr. | Afstand     | Tijd   | Datum            | Baan       |
| --- | ----------- | ------ | ---------------- | ---------- |
| 1.  | 2×500 meter | 68,220 | 14 februari 2025 | Heerenveen |

|  | = huidig wereldrecord |

## Resultaten
| Jaar | NK Afstanden | NK Sprint                | EK Sprint | EK Afstanden              | WK Afstanden                      | WK Sprint      | WK Junioren                     |
| ---- | ------------ | ------------------------ | --------- | ------------------------- | --------------------------------- | -------------- | ------------------------------- |
| 2022 |              | 13e (19e, 10e, 16e, 11e) |           |                           |                                   |                |                                 |
| 2023 |              |                          |           |                           |                                   |                | 7e 500m · 5e 1000m · teamsprint |
| 2024 | 500m · 1000m |                          |           | 500m · 1000m · teamsprint | 12e 500m · 16e 1000m · teamsprint | · (, 4e, , 9e) |                                 |
| 2025 | 500m · 1000m | · (, )                   | · (, )    |                           | 500m · 1000m · teamsprint         |                |                                 |

### Wereldbekerwedstrijden[13]
| Seizoen   | 500 m                                   | 1000 m                     |
| --------- | --------------------------------------- | -------------------------- |
| 2023/2024 | -, -, -, -, 3e(b), 11e, 1e(b), 5e, -, - | 10e, 6e, 5e, Dq, 7e, 6e, - |
| 2024/2025 | 4e, 10e, , , 10e, -, -, ,               | , , -,                     |

- = geen deelname
(b) = B-divisie

### Medaillespiegel
| Kampioenschap         | Goud · | Zilver · | Brons · |
| --------------------- | ------ | -------- | ------- |
| NK Afstanden          | 4      | 0        | 0       |
| NK Sprint klassement  | 1      | 0        | 0       |
| NK Sprint afstanden   | 3      | 1        | 0       |
| EK Sprint klassement  | 1      | 0        | 0       |
| EK Sprint afstanden   | 3      | 1        | 0       |
| EK Afstanden          | 1      | 1        | 1       |
| WK Sprint klassement  | 0      | 1        | 0       |
| WK Sprint afstanden   | 1      | 0        | 1       |
| WK Afstanden          | 1      | 3        | 0       |
| Wereldbeker 500 m     | 1      | 4        | 1       |
| Wereldbeker 1000 m    | 1      | 4        | 0       |
| Wereldbekerklassement | 0      | 1        | 0       |

Team Reggeborgh
Jenning de Boo · Marcel Bosker · Janno Botman · Wesly Dijs · Marrit Fledderus · Louis Hollaar · Femke Kok · Kjeld Nuis · Hein Otterspeer · Tim Prins · Antoinette Rijpma-de Jong · Patrick Roest · Mats Siemons · Remo Slotegraaf · Stefan Westenbroek
Coaches: Gerard van Velde · Dennis van der Gun · Robin Derks